# Gulf GR8

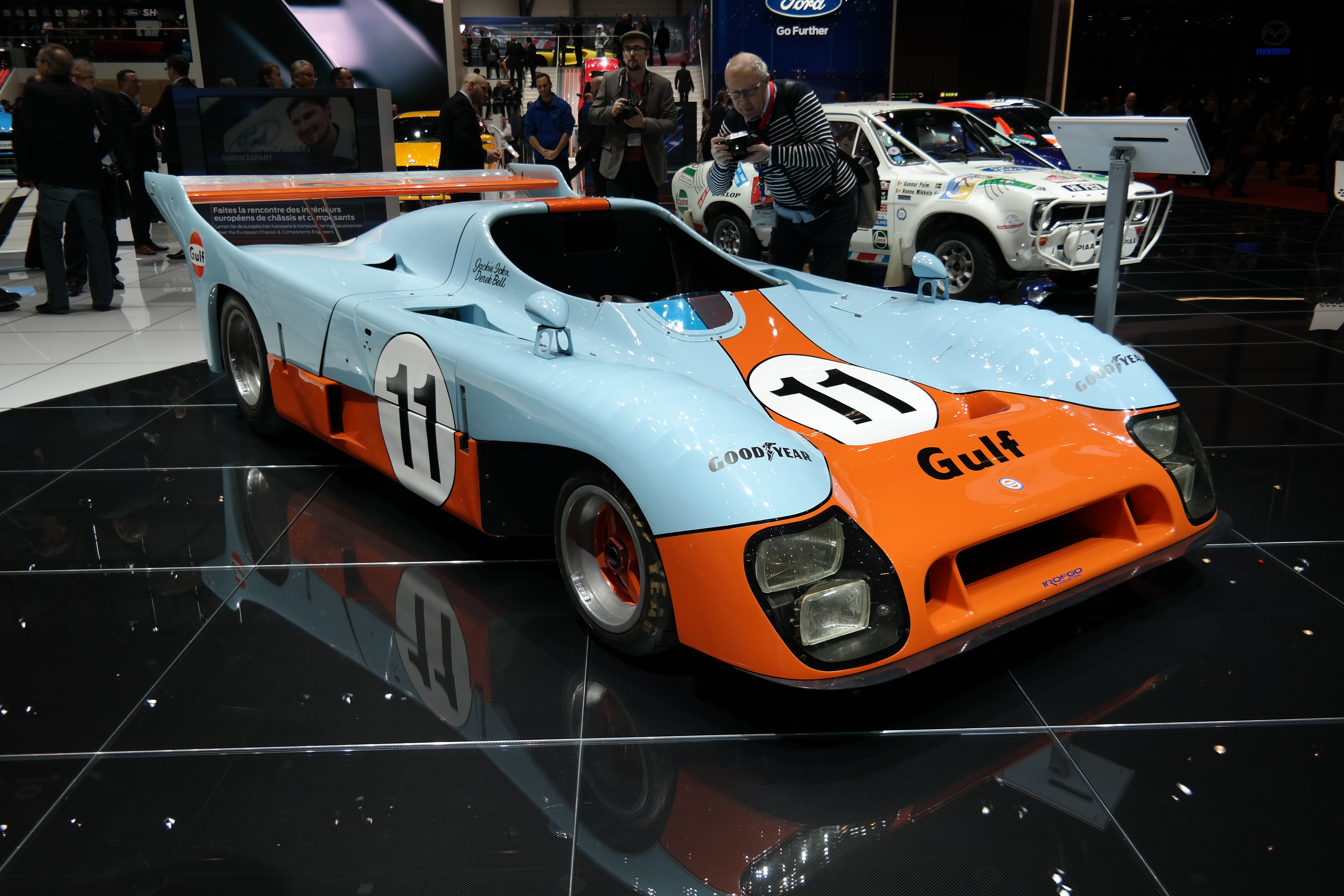
Das Siegerauto des 24-Stunden-Rennens von Le Mans 1975

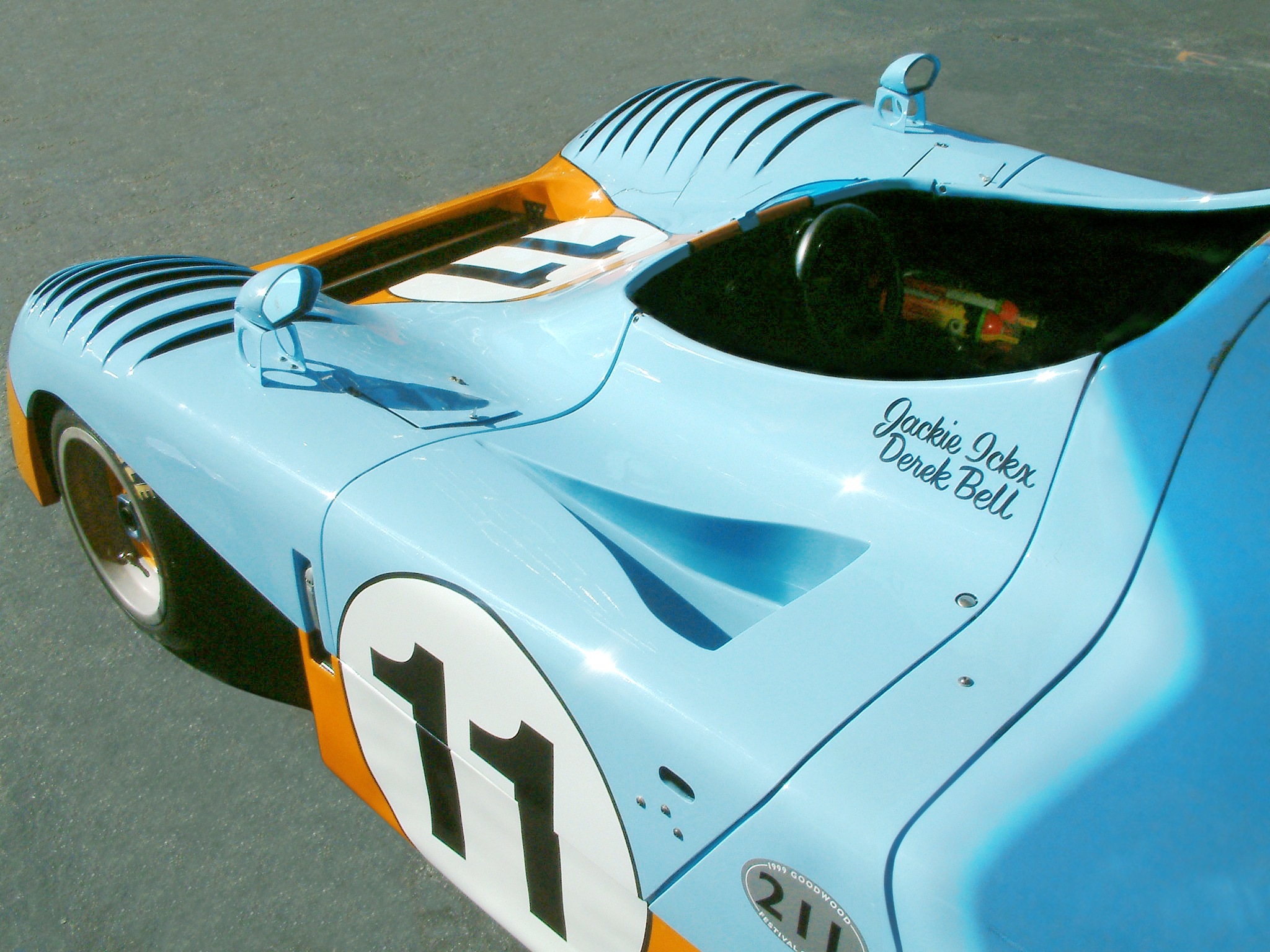
Cockpit des Siegerwagens

Der Gulf GR8 war ein Sportwagen-Prototyp und der Siegerwagen des 24-Stunden-Rennens von Le Mans 1975.

## Entwicklungsgeschichte
Der GR8 war der letzte Mirage-Rennwagen, der unter der Sponsortätigkeit von Gulf Oil entstand. Bei der Gulf Research Racing Company, dem Nachfolgeunternehmen der John Wyer Automotive, gab es schon Ende 1974 einige tiefgreifende Veränderungen. Grady Davis, der Motorsportchef von Gulf und langjährige Partner des Teams war zurückgetreten. John Wyer selbst war schon ein Jahr zuvor in den Ruhestand getreten, stand dem Team aber als Berater zur Seite und behielt seine Anteile am Unternehmen. Wyer gelang es, von Gulf die finanziellen Mittel zu erhalten, um zwei neue Rennwagen bauen zu können. Allerdings lautete die Devise der Gulf-Direktoren: „Nur Le Mans!“
Nach dem Abgang von Len Bailey wurden die beiden Chassis von Brian Holland entwickelt. Der GR8 bekam eine aerodynamische Karosserie, in die der Heckflügel integriert wurde. Für die langen Le-Mans-Geraden war es wichtig, ein hohes Tempo fahren zu können. Als Antrieb diente, wie schon im Mirage M6 und im Gulf GR7, der DFV-V8-Motor von Cosworth. Bei ausgiebigen Testfahrten in Goodwood und Silverstone konnte eine Fülle anfänglicher Mängel behoben werden.

## Renngeschichte
Nach dem Rückzug von Matra und dem Startverzicht des Willi Kauhsen Racing Team, das die Alfa Romeo Tipo 33 einsetzte, bestand die wichtigste Konkurrenz beim 24-Stunden-Rennen aus den Werks-Ligier und privat eingesetzten Porsche 908. Die beiden GR8 wurden von Jacky Ickx und Derek Bell sowie Vern Schuppan und Jean-Pierre Jaussaud gesteuert. Von Beginn an bestimmten die beiden Gulf das Renntempo und nach sechs Stunden Renndauer betrug der Vorsprung auf den drittplatzierten Porsche 908 von Reinhold Joest, Mario Casoni und Jürgen Barth bereits eine ganze Runde. Nach einigen technischen Problemen verlor der Schuppan/Jaussaud-Wagen in der Nacht sechs Runden, am Ende des Rennens konnte Gulf jedoch den dritten Gesamtsieg in Le Mans feiern. Ickx/Bell gewannen nach 336 Runden vor dem Ligier JS2 von Jean-Louis Lafosse und Guy Chasseuil und dem zweiten GR8 von Schuppan und Jaussaud. Nach den Erfolgen mit dem Ford GT40 war dies der erste Erfolg mit dem Eigenbau. Es war auch der erste Erfolg des Cosworth-Motors in Le Mans.
Ab 1967 hatte Gulf Oil 4 Millionen Pfund in das Sportwagenprogramm investiert, der erneute Sieg in Le Mans war der verdiente Lohn für diesen Aufwand. Am Ende des Jahres wurde das John-Wyer-Team aufgelöst, die GR8 wurden an ein Rennteam aus den USA verkauft und kehrten 1976 als Mirage GR8 nach Le Mans zurück.